# Andreas Altenburg

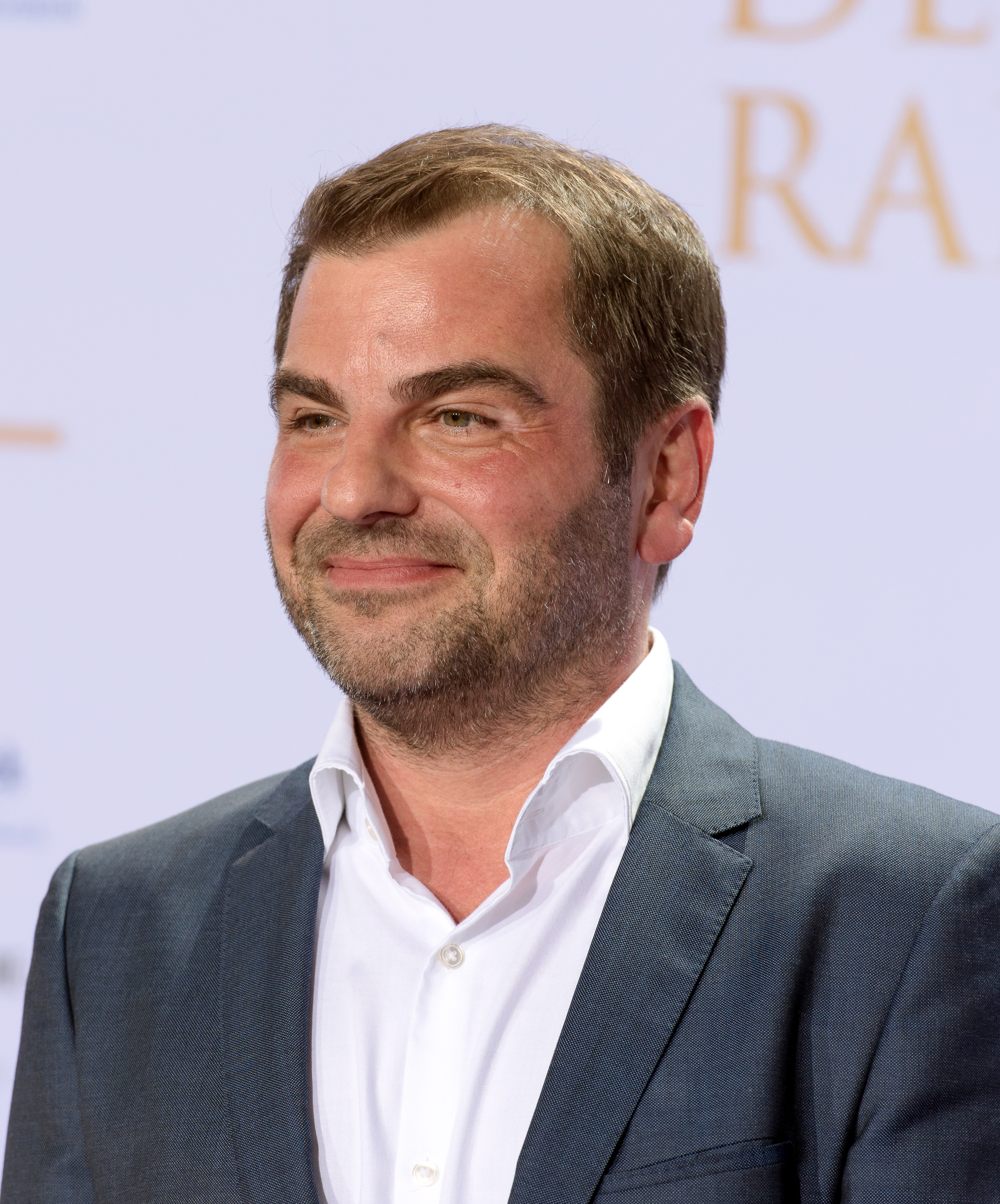
Andreas Altenburg beim Deutschen Radiopreis 2016

Andreas Altenburg (* 23. November 1969 in Pfaffenhofen an der Ilm) ist ein deutscher Rundfunkmoderator und Autor.

## Leben
Altenburg wuchs in Meldorf (Kreis Dithmarschen) auf. Er studierte Kulturwissenschaft und arbeitet seit 1993 als Redakteur und Autor bei NDR 2 im Bereich Comedy. Er schrieb die Satiresendungen Frühstück bei Stefanie (zusammen mit Harald Wehmeier) und Wir sind die Freeses und sprach darin die meisten Rollen selbst. Beim NDR war er Autor unter anderem von Kwatsch, Schumibrüder, Haus Sonnenschein, Detzer & Nelling und Wer piept denn da?. Seit 2023 ist Altenburg täglich mit seiner Radio-Comedy Die Kur-Oase bei NDR 2 zu hören.
Er übernahm verschiedene Sprechrollen in der Fernseh-Zeichentrickkomödie SV Büdelsbüttel 00. Außerdem wirkte er in der Fernsehkomödie Team Deutschland mit.
Altenburg ist verheiratet und hat drei Söhne. Er lebt mit seiner Familie in Hamburg.

## Auszeichnungen
Andreas Altenburg erhielt zusammen mit Harald Wehmeier den Deutschen Radiopreis 2011 für die  Radio-Comedy Frühstück bei Stefanie.
Die Fernsehcomedy Jennifer – Sehnsucht nach was Besseres aus der Feder von Andreas Altenburg und Harald Wehmeier wurde mit dem Deutschen Comedypreis 2018 in der Kategorie „Beste Sitcom“ ausgezeichnet.
Für Die Kur-Oase wurde er in der Kategorie Bestes Entertainment mit dem Deutschen Radiopreis 2024 ausgezeichnet.

## Veröffentlichungen
- Wer piept denn da? Von Proseccolerchen und Hochdruckputzen. Ein Naturführer. Rowohlt-Taschenbuchverlag, Reinbek 2008, ISBN 978-3-499-62370-7.
- Mit Harald Wehmeier: Frühstück bei Stefanie. Rätsel, Fakten und sowas alles. Rowohlt-Taschenbuchverlag, Reinbek 2011, ISBN 978-3-499-62778-1.
- Wir sind die Freeses. Das Fanbuch. Mit alles. Rowohlt-Taschenbuchverlag, Hamburg 2019, ISBN 978-3-499-00025-6.
- Man ist ja Nachbar. Ralf Prange nimmt an. Rowohlt, Hamburg 2021, ISBN 978-3-499-00671-5.
- Man darf ja wohl noch fragen. Ralf Prange lässt nicht locker. Rowohlt, Hamburg 2023, ISBN 978-3-499-01081-1.

## Filmografie
Sprechrollen
- 2006: Neues aus Stenkelfeld
- 2008: Die Schimmelreiter
- 2008: Team Deutschland
- 2008–2013: Frühstück bei Stefanie
- 2010: SV Büdelsbüttel 00
- 2014–2022: Wir sind die Freeses
- seit 2023: Die Kur-Oase

Drehbuchautor
- 2008: Team Deutschland
- 2015: Jennifer – Sehnsucht nach was Besseres
- 2024: Alle nicht ganz dicht (Fernsehfilm)

## Tonträger
- Die Schumibrüder. Ihre besten Haushaltstips. Selected Sound, Hamburg 1997
- Vollgas sofort! 1 Rennen – alle Höhepunkte – 54 heiße Nummern. Die ganze Wahrheit über den Motorsport. Ganser & Hanke, Hamburg 1998
- Stenkelfeld 2000 – Rüüührend! Selected Sound, Hamburg 1999
- Detzer & Nelling – In der Tat. BMG, München 2004
- Frühstück bei Stefanie. (5 Folgen), Ganser & Hanke, Hamburg 2009–2013
- Wir sind die Freeses. (7 Folgen), Der Audio Verlag, Berlin 2016–2022